# SV Borussia 06 Hildesheim
SV Borussia 06 Hildesheim was een voetbalvereniging uit Hildesheim in de Duitse deelstaat Nedersaksen. De club werd in 1906 opgericht en fusioneerde in 2003 met VfV Hildesheim en nam zo de naam VfV Borussia 06 Hildesheim aan.
De club speelde in 1923/24 en van 1930 tot 1936 in de hoogst mogelijke speelklasse.

## Geschiedenis
Op 1 juli 1906 werd FC Hildesheim opgericht. De club sloot zich in 1908 aan bij de Noord-Duitse voetbalbond. Nadat de club in 1919 fusioneerde met FC Himmelsthür 1912 werd de naam RSV 06 Hildesheim aangenomen. De club speelde aanvankelijk in de tweede klasse van de competitie van Hannover. Na de Eerste Wereldoorlog werden enkele competities samengevoegd en ontstond het kampioenschap van Zuid-Hannover-Braunschweig. In 1923 promoveerde de club naar de hoogste klasse, maar werd laatste.
In 1930 promoveerde de club opnieuw en werd vierde. Hierdoor plaatste de club zich voor de Noord-Duitse eindronde. RSV verloor al in de eerste ronde van Hamburger SV. Het volgende seizoen werd de club vicekampioen achter Arminia Hannover. De eindronde werd geherstructureerd en de deelnemers werden in vier groepen van vier verdeeld, RSV werd derde.
Een zesde plaats in 1932/33 volstond maar net voor kwalificatie voor de nieuwe Gauliga Niedersachsen. De competitie werd grondig hervormd onder impuls van de Nationaalsocialistische Duitse Arbeiderspartij, de nieuwe machthebber in Duitsland. De club kwam nu tegenover sterkere teams en kon wel twee seizoenen de degradatie afwenden, maar degradeerde uiteindelijk in 1935/36.
In 1948 werd de naam SV Borussia 06 aangenomen. Dat seizoen speelde de club in de Amateurliga, de tweede klasse. Ook van 1952 tot 1960 was de club actief in deze competitie. Hierna zakte de club weg naar lagere reeksen.
Op 12 mei 2003 werd besloten om te fusioneren met de voetbalafdeling van sportclub VfV. De sportclub wilde financiële risico's vermijden waardoor de voetbalafdeling zelfstandig werd. Omdat het bij Borussia financieel niet voor de wind ging en men vreesde dat het 100-jarig bestaan in 2006 niet gehaald zou worden, werd besloten om te fusioneren.